# 土手町 (さいたま市)
土手町（どてちょう）は、埼玉県さいたま市大宮区の町名。現行行政地名は土手町一丁目から三丁目。住居表示未実施地区。郵便番号は330-0801。本項では土手町の前身である大字土手宿（どてじゅく）についても述べる。 

## 地理

### 隣接する大字・町
- 大宮区
  - 高鼻町
  - 宮町
  - 錦町
  - 大成町
- 北区
  - 東大成町
  - 植竹町

## 歴史
- かつてこの一帯は江戸期より存在した武蔵国足立郡大宮領に属する土手宿村で、村域に当たる場所は古くは中世末期より存在した高鼻郷に属していたと云われている[5]。村高は正保年間の『武蔵田園簿』では100石（田2町余、畑19町余）、『元禄郷帳』では103石余、『天保郷帳』では104石余であった。見沼溜井の造成の影響により水没し14石余減少した分は1654年（承応3年）に浦和領別所村に替地された[5]。助郷は中山道大宮宿に出役していた[5]。村の規模は東西3町、南北5町余で、化政期の戸数は26軒であった[5][6]。大宮宿、高鼻村、本郷村との間に飛地を領していた。

- 1594年（文禄3年）より大宮宿より分村する[6]。知行は旗本疋田氏[5]。なお、検地は1592年（文禄元年）に実施[6]。
- 元禄年間に寿能原新田が開拓され、幕府領に属する[5]。新田検地は1690年（元禄3年）、1704年（元禄17年[7]）、1761年（宝暦11年）に実施[5]。
- 1828年（文政11年）より大宮宿寄場55か村組合に所属[5]。
- 幕末の時点では足立郡に属し、明治初年の『旧高旧領取調帳』の記載によると、幕府領（代官・大竹左馬太郎支配所）および疋田兵庫の知行[8]。
- 1868年（慶応4年）6月19日 - 幕府領が武蔵知県事・山田政則（忍藩士）の管轄となる。
- 1869年（明治2年） 
  - 1月13日 - 武蔵知県事・宮原忠英の管轄区域に大宮県を設置、同県の管轄となる。県庁は東京府馬喰町に置かれる。
  - 9月29日 - 県庁が浦和に置かれ浦和県に改称。
  - 12月2日 - 旗本領が上知され、浦和県の管轄となる（府藩県三治制も参照）。
- 1871年（明治4年）11月13日 - 第1次府県統合により埼玉県の管轄となる。
- 1879年（明治12年）3月17日 - 郡区町村編制法により成立した北足立郡に属す。郡役所は浦和宿に設置。
- 1885年（明治18年）7月16日 - 地内に日本鉄道第二区線（後の国鉄東北本線、現在のJR東日本宇都宮線）が敷設され、大宮 - 栗橋間他が開業する。
- 1889年（明治22年）4月1日 - 町村制施行に伴い、北足立郡大宮宿・土手宿村・上天沼村・下天沼村・高鼻村が合併し大宮町となる[5]。大宮町の大字土手宿となる。
- 1905年（明治38年） - 岩崎慈堅が旧安楽寺に「大宮幼年園」を開園する[9]。
- 1930年（昭和5年）4月12日 - 総武鉄道（現、東武野田線）粕壁駅 - 大宮駅間が開業され、大字土手宿の町域内に北大宮駅が開設される。
- 1940年（昭和15年）11月3日 - 大宮町が日進村、三橋村、大砂土村、宮原村と合併して大宮市が発足。大宮市の大字となる
- 1951年（昭和26年）7月26日 - 地内に「神戸幼稚園」が開園する[10]。
- 1952年（昭和27年） - 地内に「大宮土手町県営住宅」が建設される[5]。
- 1956年（昭和31年）
  - 7月10日 - 大宮市大字高鼻、大宮、土手宿の各一部から土手町一丁目〜三丁目が成立[5][11]。また、大字土手宿を分割して宮町1・3〜4丁目、高鼻町4丁目、桜木町3丁目の一部となる。
  - 6月16日 - 地内に大宮警察署の新庁舎が落成され、大門町より移転する。
- 1957年（昭和32年）11月1日 - 大字土手宿が大字大宮、大字土呂、西本郷の各一部と併合して盆栽町が成立[5][12]。これにより大字土手宿は消滅する。
- 1967年（昭和42年）10月1日 - 旧中山道と東北本線の立体交差（通称中山道アンダーパス）が完工する[13]。
- 1974年（昭和49年）6月 - 地内に埼共連ビル（現、JA共済埼玉ビル）が落成する。
- 2001年（平成13年）5月1日 - 浦和市、大宮市、与野市の合併によりさいたま市が成立、同市の町名となる。
- 2003年（平成15年）4月1日 - 政令指定都市に移行し、さいたま市大宮区の町名となる。
- 2017年（平成29年）11月27日 - 大宮警察署が大宮区北袋町一丁目へ移転する。

## 世帯数と人口
2017年（平成29年）9月1日現在の世帯数と人口は以下の通りである。
| 丁目         | 世帯数    | 人口    |
| ------------ | --------- | ------- |
| 土手町一丁目 | 1,177世帯 | 2,184人 |
| 土手町二丁目 | 345世帯   | 701人   |
| 土手町三丁目 | 701世帯   | 1,312人 |
| 計           | 2,223世帯 | 4,197人 |

## 小・中学校の学区
市立小・中学校に通う場合、学区（校区）は以下の通りとなる。
| 丁目         | 番地 | 小学校                   | 中学校                   |
| ------------ | ---- | ------------------------ | ------------------------ |
| 土手町一丁目 | 全域 | さいたま市立大宮北小学校 | さいたま市立大宮北中学校 |
| 土手町二丁目 | 全域 | さいたま市立大宮北小学校 | さいたま市立大宮北中学校 |
| 土手町三丁目 | 全域 | さいたま市立大宮北小学校 | さいたま市立大宮北中学校 |

## 交通

### 鉄道
- 東武野田線（東武アーバンパークライン）北大宮駅
- その他JR宇都宮線（東北本線）や大宮総合車両センター東大宮センターに至る東北回送線も地内を通るが、鉄道駅は無い。

### 道路
- 埼玉県道164号鴻巣桶川さいたま線（旧中山道）
- 裏参道通り[15]

## 施設
かつては1丁目に大宮警察署が所在していた。
- 大宮税務署[15]
- 大光銀行大宮支店
- JA共済埼玉ビル - 旧埼共連ビル[11]
- 大宮土手町住宅（県営住宅）
- 神戸幼稚園
- 四恩寺
- 多子稲荷神社
- 上西公園